# Ética budista

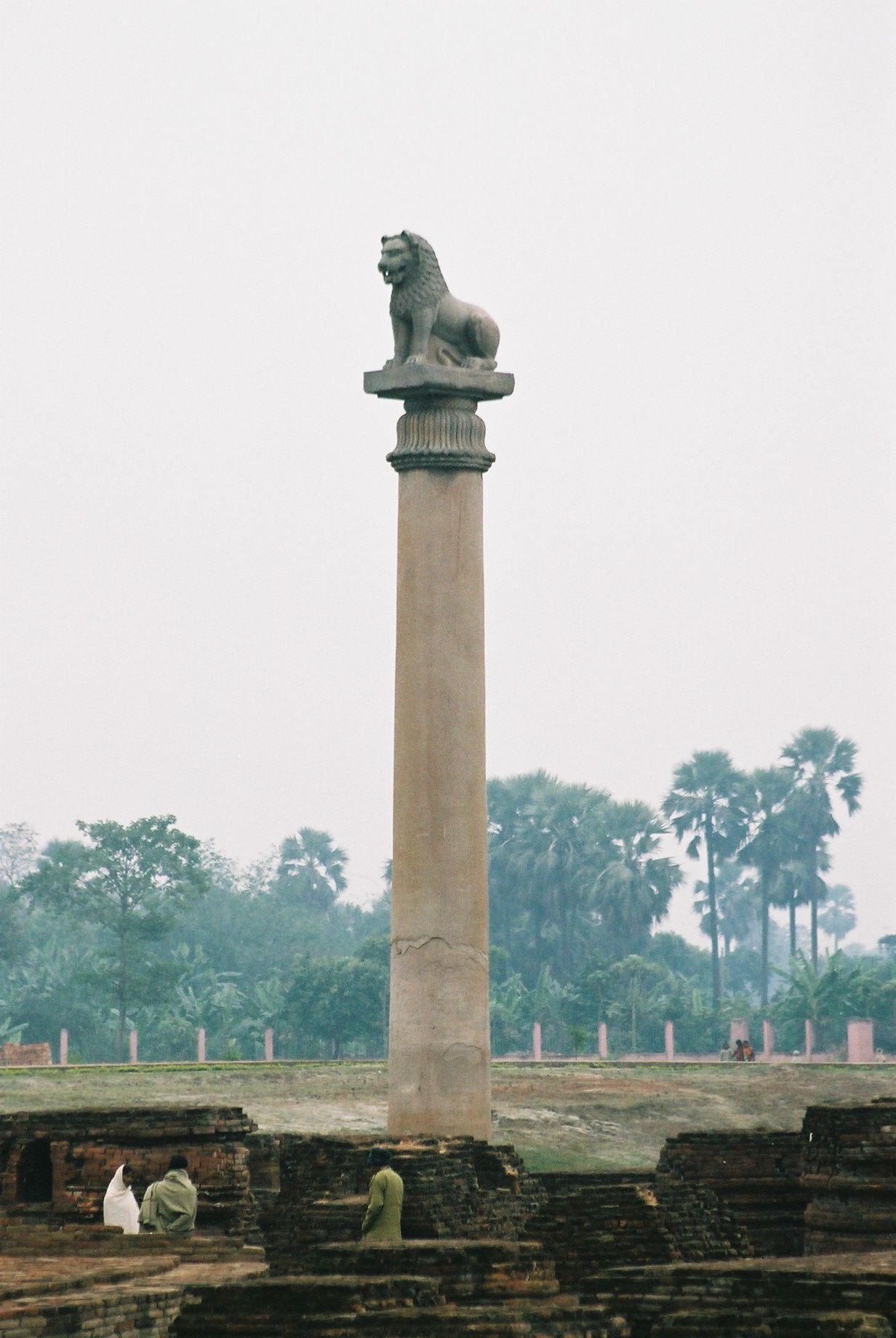
El emperador Ashoka colocó varios pilares a lo largo de India con los preceptos éticos budistas inscritos.

A diferencia de otras religiones, en el budismo los preceptos éticos existen no como imposición sino como guías de práctica. Su importancia es fundamental pero a la vez deben estar sometidos a la indagación personal. Por tanto, a nivel global existe siempre un debate continuo en referencia a cuestiones siempre de actualidad y en donde no hay una postura única.
En estas materias la comunidad budista suele intentar dilucidar los episodios históricos que narran situaciones similares sucedidos en la vida de Buda Gautama. También se recuperan los comentarios de los más famosos maestros de las diferentes tradiciones. Por último, a menudo en toda interpretación existe cierta acomodación tanto a las circunstancias sociales y culturales, al momento histórico o ideológico que toca vivir. Un comentarista muy referenciado en todas las tradiciones a la hora de discutir este tema es el erudito indio Buddhaghosa (350 d. C.). Buddhaghosa es un autor importante por la cantidad de tópicos que asume, aunque es muy discutido por sus posiciones en gran parte herederas del brahmanismo hindú. Sin embargo, por su carácter más conservador en algunos temas, es referenciado a menudo para prefigurar esa línea conservadora en distintos debates. La obra principal de Buddhaghosa es el Vishuddhimagga.
La comunidad budista se divide entre monjes y laicos. Los monjes están obligados a seguir más de 250 normas de disciplina, y en el caso de las monjas 348, cuyo quebrantamiento es penado en diferentes grados que van desde la confesión pública hasta la expulsión de la orden monástica. Este camino estricto de reglas se llama Vinaya y es una de las tres grandes secciones del Canon Pali. 
Los laicos observan por su parte solo cinco preceptos. 
Hay que notar que las escuelas y maestros budistas a menudo observan la ética influidos por su perspectiva cultural, su propia experiencia o su condición de monjes o laicos. Hay maestros y trabajos con comentarios favorables y contrarios a la homosexualidad, al aborto, eutanasia y otros temas de interés para el mundo actual. 
También de manera general, en todas estas cuestiones lo que se intenta dilucidar siempre es el establecimiento de la compasión. Siendo ésta la base moral de la ética budista, se intenta siempre buscar los últimos fundamentos de cualquier acción, y esto no siempre es tarea fácil. Estos ejemplos pueden dar una idea de que la moralidad en el budismo también es algo que necesita de la investigación personal.
La amplitud de temas en donde la ética es importante para el budismo puede ser tan grande como su propia doctrina. No se dispone de una lectura en profundidad de estos temas en castellano, pero para una introducción detallada de los puntos abajo presentes y de algunos más, se recomienda el libro An Introduction to Buddhist-Ethics de Peter Harvey, publicado por Cambridge University Press.

## Cinco Preceptos
A diferencia de una regla impuesta por una autoridad, un precepto se usa como base para la ética personal. Buda reconoce que no todo el mundo podrá abandonar su vida cotidiana para formar parte del Sangha. También aceptaba a los seguidores laicos (Upasaka) que creían en sus enseñanzas pero no seguían estrictamente las reglas del Sangha. El buda estimulaba a los laicos a seguir con una vida lo más perfecta posible. Como guía de comportamiento de cada día, el Buda prescribió cinco preceptos o reglas:

### No quitarás ninguna vida
Este se refiere a no quitarle la vida a seres sintientes, como seres humanos y animales. Se excluye, por ejemplo, a las plantas y los microorganismos que, aunque se consideran formas de vida para la ciencia, el budismo y la ciencia no los consideran sintientes o conscientes por lo cual alimentarse de vegetales y utilizar medicamentos contra agentes patógenos no implica la ruptura de esta norma. También es en general admitido que es legítimo matar en defensa propia o de los demás e incluso existe una parábola de la vida de Buda donde él mismo mató a un remero que pretendía asesinar a todas las personas que transportaba salvando así la vida de muchos, pero matando al remero en el proceso. Naturalmente estos son casos extremos. La participación de los budistas en las guerras y su ejercicio como militares está sujeto a debate con argumentos a favor y en contra, y ha sido un tema muy complejo en los países budistas (todos los cuales tienen ejércitos) cuando estos han tenido que lidiar con conflictos bélicos y autodefensa. Si bien el budismo rechaza la violencia y aboga en todo momento porque sea la última opción, se han dado diversos casos de participación de budistas en guerras incluyendo la revuelta de monjes Shao Lín en China contra los mongoles (que ayudó en su expulsión del país), el fuerte vínculo entre los guerreros samurái de Japón y el budismo, e incluso, según estudios de eruditos budistas zen, el apoyo realizado por algunas escuelas de budismo zen a los esfuerzos militares de Japón durante la guerra, aunque este es un caso aislado. No obstante muchos budistas han sido objetores de conciencia y en otros casos han sido reconocidos como líderes mundiales en favor de la paz. Varios budistas han sido galardonados con el Premio Nobel de la Paz, como el XIV Dalái lama y la activista birmana Aung San Suu Kyi. Si bien existe debate al respecto, se considera que el budismo admite la validez de matar por defensa propia (lo que incluiría campañas militares de autodefensa) pero siempre como último recurso, como generalmente abogan diferentes artes marciales, muchas de ellas de filosofía budista.

### No tomar lo que no ha sido dado
Este naturalmente se refiere a no cometer robos, fraudes, estafas ni cualquier otra acción deshonesta que implique apropiarse indebidamente de lo que no es propio. 

### No tener una mala conducta sexual
Este se refiere a evitar cualquier conducta sexual que provoque daño a uno mismo o a cualquier otra persona involucrada, como lo sería naturalmente la violación, la pedofilia, el abuso sexual, la zoofilia y el adulterio. En general sostener relaciones sexuales con alguien que no puede dar su consentimiento debido a sus límites mentales o intelectuales (por ejemplo, un niño, una persona discapacitada o bajo los efectos de drogas o alcohol, un paciente en coma, un animal, etc.) se considera incorrecto. Sobre este tema se extenderá más adelante. 

### No mentir
Este se refiere a mentir, hablar con rudeza o con ostentación, cotillear, o mantener charlas vanas.

### No ingerir sustancias tóxicas que puedan nublar la mente
Este precepto se refiere a evitar consumir sustancias que puedan alterar la mente o impliquen un riesgo que puedan romper con otros preceptos. Existe debate sobre el mismo ya que algunos budistas consideran el consumo de todas las drogas tantos legales como ilegales, incluyendo el alcohol y en algunos casos incluso el café, como algo que debe evitarse. Por ejemplo, el partido budista de Sri Lanka tiene entre sus objetivos políticos la prohibición del alcohol. Otros budistas más moderados consideran que la prohibición se refiere al consumo de drogas que afecten la mente y el cuerpo de manera claramente radical potenciando la ruptura de los otros preceptos como sería el caso de la mayoría de drogas ilegales, pero no así el alcohol, la marihuana o la cafeína si se consumen con moderación. 
Esta prohibición, naturalmente, no incluye los medicamentos ni las drogas que se consuman por prescripción médica o como parte de un tratamiento, médico, psiquiátrico, etc. 
Adicionalmente a las arriba mencionadas, los monjes y monjas adoptan más de 200 normas estrictas de disciplina que regulan sus acciones y su vida en un código llamado Vinaya.

## Sexualidad
Para los monjes budistas, tanto del theravada como del mahayana, la actividad sexual está totalmente prohibida por el código del Vinaya. En el mahāyāna encontramos la más moderna figura del sacerdote en China y especialmente en Japón. Estos pueden casarse y tener hijos normalmente. Del mismo modo, en el budismo Vajrayana de los himalayas, aquellos lamas que no han sido ordenados como monjes pueden casarse y tener hijos. 
En cuanto a los laicos, Buddhaghosa aclara el tercer precepto para hacer hincapié en que se refiere al adulterio, la promiscuidad, la violación, la pedofilia, parafilias y en general cualquier conducta sexual que conlleve la experiencia de Duḥkha para la persona o para terceros. No obstante, existe evidencia de la confusión de Buddhaghosa respecto a estas materias, especialmente en la homosexualidad al confundir por ejemplo hermafroditismo y bisexualidad. El precepto de evitar una conducta sexual que perjudique a otros o a uno mismo es muy complejo. Por ejemplo, salvo que se sea un monje, la abstinencia sexual y la represión puede ser física y psicológicamente dañina para una persona; de igual manera que el otro extremo, como una promiscuidad desmedida (que puede acarrear peligros para la salud física como el contagio de enfermedades, así como posibles repercusiones psicológicas), sería considerada dañina. El apego al sexo (como a cualquier cosa material) y la adicción al sexo (como cualquier adicción) son muy dañinas para las personas y el budismo recomienda evitarlas. 
Hay que destacar que el budismo, como expresión también de su procedencia asiática, no contempla el sexo como algo sucio o dañino. De manera general en Asia se ha considerado desde tiempos antiguos al sexo como una función necesaria para mantener el equilibrio entre el cuerpo y la mente, idea a menudo reforzada por las medicinas tradicionales como la India o la China. Excepto para el camino de renuncia de los monjes, las indicaciones budistas respecto al sexo están en la misma línea de otras actividades, evitando los extremos de adicción o represión. 
Buda específicamente estableció como incorrecto para los laicos sostener relaciones sexuales en condición de adulterio, con mujeres que estén “bajo el cuidado de sus padres, hermanos, hermanas u otros encargados”, con mujeres prisioneras, casadas o comprometidas. Queda claro que el adulterio es dañino ya que lastima a la persona engañada e implica mentir y engañar (no así el poliamor, lo cual estaría sujeto a debate dentro de la comunidad budista). 
El sexo con mujeres prisioneras (ya sea de guerra o en cárceles) se entiende como una forma de prevenir la extorsión, la violación y otras formas de abuso sexual, ya que la mujer no estaría en condiciones de plena libertad a la hora de tomar su decisión. En cuanto a no tener sexo con mujeres bajo el cuidado de familiares masculinos o femeninos, es para los parámetros modernos una prohibición de tener sexo con menores de edad que no tengan la edad legal para tomar una decisión madura sobre su vida sexual.El texto menciona tanto a los encargados hombres como mujeres, es decir, no implica que la mujer pertenezca a los hombres de su familia, sino simplemente, establece el parámetro de que aún es demasiado joven para ser independiente en general ya que el budismo establece la igualdad entre hombres y mujeres.[cita requerida]
En el caso del BDSM o el sadomasoquismo se considera en general que la práctica no está prohibida siempre y cuando se mantenga en todo momento el respeto y consenso por parte de las personas involucradas.

### Homosexualidad
Respecto a la homosexualidad, ésta fue aceptada por el propio Buda Gautama al permitir en vida la ordenación de monjes homosexuales[cita requerida] excepto en el caso particular de aquellas personas llamadas entonces pandakas.[cita requerida] Así que por tanto no existe en las fuentes ningún comentario explícito referido al tipo de sexualidad de los laicos. En las fuentes budistas no aparecen detalles del tipo de sexualidad sino que el sexo está referido de manera genérica como una actividad fruto del aferramiento. Respecto a los monjes,  encontramos la excepción de evitar la ordenación de un tipo concreto de persona vinculada a su orientación sexual mediante las referencias a los pandakas. A diferencia de otras religiones, el budismo no condena esta práctica, haciendo libre a sus feligreses, imperando el mutuo respeto.
El término pandaka no es la traducción de la palabra homosexual sino que nos refiere a "alguien sin testículos", "eunuco" o "hermafrodita". En la doctrina budista esta palabra se usa para referirse también a determinado tipo mental. 
Se describen unos cinco distintos tipos de pandakas, de los cuales a tres de ellos no se les permite la ordenación como monjes. Estos están caracterizados  como personas poseídas en alto grado por pasiones sexuales (ussanakilesa), por una lujuria irrefenable (avapasantaparilaha), esencialmente dominados por su libido (parilahavegabhibhuta,) por el deseo de conseguir prostitutas (vesiya) o parejas muy jóvenes (thulakumarika). Todo ello hacía muy difícil su pertenencia a la comunidad de monjes por su dificultad fuera de lo normal para tranquilizar sus pasiones. Aunque el significado de pandaka no parece incluir directamente a los travestidos y transexuales, así sucedió en un episodio de la vida de Buda con un monje. Por esta asociación, en la mayoría de comunidades budistas como por ejemplo en la Tailandesa, tradicionalmente se ha vetado el acceso al monacato a transexuales y travestidos, si bien recientemente en el caso tailandés algunos abades ya han dado su consentimiento a la ordenación de éstos como monjes al hacer énfasis en subrayar la descripción de un estado mental pero no del aspecto exterior de la persona. 
Hay que tener en cuenta que ninguna escuela budista anterior al siglo XVII, el siglo de la expansión europea, trató a la homosexualidad como "conducta sexual incorrecta" (ya que la palabra en sí no existía en sus culturas). Hay no obstante un número de comentadores y maestros que se van adecuando a su cultura, sociedad y poderes sociales. Y así encontramos posiciones en contra o a favor de la homosexualidad e incluso de determinadas prácticas sexuales. También actualmente algunos maestros varían algo su discurso, dependiendo de si lo dirigen a su comunidad de origen o si están de visita en otros países. Aunque de nuevo hay que recordar aquí la influencia occidental de los últimos siglos, ya que las legislaciones de países de mayoría budista como Tailandia, Birmania o Sri Lanka, no contenían disposiciones legales contra la homosexualidad entre adultos hasta la llegada de la época colonial, y en cambio este tipo de disposición legal ha sido tradicional durante siglos en muchos países occidentales. 
En el caso del budismo tibetano, sí hay una condena religiosa del sexo no-vaginal.

#### Tantrismo en el budismo
La influencia del tantrismo indio causó el surgir del budismo Vajrayāna, desarrollado a partir del siglo VII sobre todo en los himalayas. El Tantrismo en el budismo es un conjunto de enseñanzas en las que se incluye el transmutar el impulso sexual para la realización del Nirvana. Si bien en la antigüedad el tantrismo se practicaba tanto con parejas como sin ellas, actualmente el budismo tántrico utiliza principalmente la meditación y visualización.
Hay que notar también que el budismo tántrico no tiene nada que ver con rodear la vida de placer sexual, y no tiene nada que ver con otro tipo de "tantrismos" presentes en nuestra sociedad de consumo. Aunque esta práctica budista sigue aun siendo poco comprendida e incluso rechazada por muchos budistas de otras tradiciones y escuelas, lo cierto es que contiene una larga tradición de maestros eminentes. Desafortundamente, este terreno ha sido a veces presa fácil para manipulaciones y escándalos de gente sin escrúpulos. Actualmente, todo buen centro y maestro de budismo Vajrayana enseña prácticas en donde el contacto físico no es en absoluto necesario.

### Prostitución
El budismo no discrimina a las prostitutas, por el contrario, se les acepta como personas igual de dignas y respetables que cualquier persona. En una parábola de Buda él recibió una invitación para almorzar de Ambapali, una cortesana, la cual aceptó. Cuando el príncipe local le invitó posteriormente a almorzar a la misma hora, Buda declinó la invitación del príncipe para cumplir su compromiso con la prostituta. 
Algunos eruditos como Shravasti Dhammika consideran que la persona que ejerce la prostitución para sobrevivir y salir de la pobreza es diferente que aquella que la ejerce por codicia y porque es una forma fácil de ganar dinero sin tener necesidad de ser prostituta y teniendo acceso a otras profesiones, aunque estas sean más difíciles y menos remuneradas de realizar. En este sentido, según Dhammika, la segunda estaría acumulando karma negativo. Sin embargo Dhammika mismo aclara que las prostitutas no deben ser mal vistas, humilladas o tratadas mal en el budismo.
Naturalmente todo esto se refiere exclusivamente a las personas que ejercen la prostitución voluntariamente, no así a las personas forzadas a la prostitución o víctimas de explotación sexual. 
En general existe un debate sobre la prostitución per se, algunos budistas consideran que como actividad acarrea muchos males y vicios y que no debe ser aceptada, otros eruditos y pensadores budistas consideran que el trabajo sexual no es pernicioso mientras no se perjudique a nadie (por ejemplo, mientras se tomen las precauciones como el sexo seguro para no contagiarse a sí mismo/a o a otros/as de enfermedades venéreas) pero todos coinciden en que las prostitutas son personas igual de dignas y respetables y bienvenidas dentro de la comunidad budista.

## Mujeres
El Buda llevó a cabo una nueva ruptura con la tradición hindu al permitir que las mujeres ingresaran en el Sangha (Comunidad de monjes/monjas) del Budismo, Los miembros del Sangha son conocidos Bhikkus. De hecho, la primera monja budista fue Mahaprajapati, la tía del Buda, la mujer que había cuidado de él después de la temprana muerte de su madre. 
Hay que señalar aquí que el sistema patriarcal del hinduismo del año 500 a. C. era enormemente rígido. En él se consideraba que solo los varones y brahmanes (religiosos) podían encarar la búsqueda de la iluminación, así que esa posición era totalmente impensable. Por lo tanto, la decisión de Buda fue totalmente arriesgada para su tiempo. Aunque no se toma como una causa a largo plazo de la disminución del Budismo en la India. 
Aunque la orden de monjas siempre ha sido de menor número que la de los hombres, el papel de las mujeres en el budismo ha sido importante.  
Actualmente, podemos decir que la organización religiosa del budismo en sus comunidades desde el cambio del Buda, se prosiguió con el ideal de igualdad, tanto de sexo como de posición jerárquica.

## Matrimonio
El budismo en origen no observa ceremonias religiosas para la unión en matrimonio de dos personas. A pesar de eso, con el paso del tiempo en casi todos los países se empezó a invitar a algún monje a estas celebraciones para dar alguna bendición, ocupando socialmente el lugar de invitado distinguido. En Japón las bodas se suelen celebrar por el rito sintoísta, mientras que el budismo ocupa el lugar principal en la ceremonias de funeral. Esta situación se repite en casi todos los países en donde el budismo coexiste con otras religiones. Últimamente han aparecido ceremonias de casamiento celebradas por algún sacerdote perteneciente a escuelas japonesas y en donde esta costumbre ha sido absorbida por influencia cristiana en ciertos lugares, como ocurre en las islas Hawaii.
Los matrimonios entre personas del mismo sexo ha sido un tema debatido en los países con mayoría budista como ha venido ocurriendo en el resto del mundo. Buda conocía en su tiempo de la existencia de la homosexualidad así como de hermafroditas y no se encuentra objeción alguna en el Canon Pali (Tipitika) para este tipo de unión, ni Buda se expresó a favor ni en contra. Así lo han señalado los propios monjes en el debate público en estos países, si bien las resistencias de la tradición social pueden aparecer también con formas religiosas. En los budistas occidentales existe un consenso aparentemente total tanto en monjes como en laicos a favor de este asunto, e incluso algunos nombres de importancia han dado apoyo explícito para que sea aprobado por las legislaciones civiles.

## Aborto
El budismo no mantiene una opinión única respecto al aborto. En un episodio de su vida Buda desaconsejó a una mujer la interrupción de su embarazo, si bien es difícil de saber en qué punto de gestación estaba esa mujer. Al no existir indicaciones más claras, algunos maestros y comentaristas hacen hincapié en la necesidad de cierta evolución de la gestación para que sea algo relevante al precepto, mientras que otros se muestran muy claros respecto a evitar el aborto en cualquier punto de la gestación.
En relación con el tema el maestro Hring Yun, fundador del movimiento Fo Guang Shan, señaló que "el bebe dentro del vientre también es una vida, por lo tanto, abortar es matar. Sin embargo, no es el odio lo que lleva a las mujeres a abortar sino el sentir que ya llegaron a su último recurso". Entre las excepciones señala el caso de la violación "si fue por una violación, en última instancia, la sociedad debería ser compasiva, brindar atención y ayudarla a salir de la oscuridad'. En cuanto al embarazo no deseado afirmó que "lo que quiero enfatizar aquí es que cuando ocurre un embarazo antes del casamiento, el hombre y la mujer son partícipes, por lo tanto no deberían abortar, para prevenir un supuesto error. Deberían enfrentarse valientemente a la realidad y asumir la responsabilidad de ser padres".
Buddhaghosa en sus comentarios establece que la gravedad de la acción de quitar la vida a otro ser vivo es proporcional al grado de evolución del ser que muere, si bien en otros textos se subraya la gravedad del hecho de acabar con un posible nacimiento, ya que en el budismo es considerado algo raro y muy valioso por la posibilidad de todo ser humano en alcanzar el Nirvana. Una solución frecuente y un tanto conciliadora es defender el aborto en ciertos casos (peligro para la madre, malformaciones, etc.). 
El conocimiento actual de la bioética respecto al comienzo del desarrollo neurológico en el ser humano es usado por las posiciones más progresistas, y así no se habla en contra hasta el tercer o el cuarto mes de embarazo. Las posiciones más tradicionales hablan directamente de evitar el aborto a toda costa. En el budismo, buena parte de este debate descansa a menudo en interpretaciones sobre la mente y la reencarnación, lo cual se hace ineludible para entender los distintos puntos de vista. Aunque en este debate a veces los monjes son parte activa para justificaciones doctrinales a favor o en contra, el código del Vinaya prohíbe a los monjes sugerir el aborto a una mujer.
En la práctica, algunas comunidades budistas como la japonesa celebran ceremonias rituales (Mizuko kuyo) de reparación para aquellas mujeres que han experimentado un aborto y así lo solicitan. En la obligada investigación de causas que expliquen cualquier acción, en general se observa la situación que puede empujar a una mujer a esta decisión, de manera que el aborto, siendo considerado una situación muy poco afortunada, que puede ser producto del aferramiento al deseo sensual, etc. no llega a tener la misma consideración de gravedad que otras acciones. Por ejemplo, encontramos numerosos ejemplos sobre la gravedad de acabar con la vida de un animal adulto como un perro, un elefante o un caballo. Pero ninguno respecto a un aborto de cinco o seis semanas. No aparece pues una norma general en el budismo que enseñe una prohibición o aprobación en cualquier situación, sino que se tiende a observar cada caso y sus circunstancias. 

### Métodos anticonceptivos
En el budismo no se encuentran voces que se opongan al uso de anticonceptivos. El uso de los mismos es tan antiguo como difundido en las sociedades en donde históricamente ha sido religión mayoritaria.

## Suicidio
En el caso del suicidio, Buda permitió el suicidio a uno de sus discípulos quien ya era un Arhat, es decir alguien que había experimentado el Nirvana. Pero lo desaconsejó con toda claridad para el resto de personas. En una ocasión expulsó para siempre de la orden a varios monjes que decidieron animar a unos compañeros suyos a acabar con su vida.

## Eutanasia
Respecto a la eutanasia o a ayudar a ocasionar la muerte a algún enfermo terminal, hay algunos episodios de la vida de Buda así como otros comentarios que siguen siendo discutidos actualmente. Hay artículos, maestros y personalidades tanto a favor como en contra dependiendo de los tipos de eutanasia, etc. En el caso de enfermedades terminales, generalmente no se recomienda acelerar el proceso de muerte más de lo que la propia enfermedad lo haría. Alargar este tiempo tampoco es comentado de manera favorable.

## Pena de muerte
El budismo realiza una gran defensa filosófica y doctrinal de todos los seres que llama "sintientes", así como del entorno que existe de manera interdependiente con ellos. Con "sintiente" se quiere denominar aquellas formas de vida capaces de tener un objeto de conocimiento. 
El primer precepto de los laicos se dirige directamente a abstenerse de acabar con la vida de otro ser, así que la pena de muerte contra personas se contempla como un grave error. El budismo ha sido una fuerza muy importante en Asia para la abolición de la pena de muerte en muchos países del resto del mundo.

## Animales
Respecto a matar a otros seres, Buda rechazó incluir el vegetarianismo estricto para los monjes. Para los laicos, en cambio, no deben participar en la violencia contra ningún animal.
Cuando la educación en Asia no ha tenido buenos niveles en todas partes, el budismo es un baluarte tradicional en la conciencia social por el respeto a la vida animal y a la ecología en general. Muchas organizaciones y especialmente comunidades monásticas en contacto con la naturaleza se han integrado en programas internacionales para ayudar a la conservación del medio ambiente. Actualmente, muchos budistas optan personalmente por el vegetarianismo para contribuir al respeto a la vida animal. 
En el esquema filosófico budista, los animales también tienen mente según entiende el budismo este concepto, y forman parte del mismo proceso dinámico por el que los seres humanos acaban experimentando el conocimiento racional. Esto quiere decir que para el budismo, los animales sienten y padecen. La diferencia entre su existencia y la nuestra es finalmente producto del karma, por lo que tienen la misma esencia sagrada que tenemos los seres humanos y que nos lleva a respetarnos la vida los unos a los otros. La literatura budista da innumerables historias de seres humanos que en vidas previas fueron animales, relacionándonos así con ellos de una manera mucho más directa de lo que culturalmente conocemos en occidente. 
En el budismo, los animales pueden recibir el refugio en el Buda y pueden tener funerales como tenemos los seres humanos.